# Суджуна
Суджуна (груз. სუჯუნა) — село в Грузии, на территории Абашского муниципалитета края (мхаре) Самегрело-Верхняя Сванетия.

## География
Село находится в западной части Грузии, к северу от реки Риони, на расстоянии приблизительно 2 километров (по прямой) к западу от города Абаша, административного центра муниципалитета. Абсолютная высота — 18 метров над уровнем моря.

## Население
По результатам официальной переписи населения 2014 года в Суджуне проживало 1117 человек (525 мужчин и 592 женщины). В национальной структуре населения грузины составляли 99,9 %.
| Год  | Население, человек |
| ---- | ------------------ |
| 2002 | 1336               |
| 2014 | ↘ 1117             |